# Bandingan (Sigaluh)
Bandingan is een bestuurslaag in het regentschap Banjarnegara van de provincie Midden-Java, Indonesië. Bandingan telt 1755 inwoners (volkstelling 2010).